# Plai (okręg Suczawa)
Plai – wieś w Rumunii, w okręgu Suczawa, w gminie Fundu Moldovei. W 2011 roku liczyła 6 mieszkańców.